# Искра Грабулоска
Искра Грабулоска (Плевен, 1936 - Скопље, 14. септембар 2008) је била македонска уметница и архитекта. Најпознатија је по свом раду као коауторка на споменику Македониум у Крушеву.

## Биографија
Рођена је 1936. године. Била је ћерка др Бориса Спирова, првог потпредседника Председништва АСНОМ-а, другог председника Собрања НР Македоније, лекара и хуманисте. Похађала је Школу ликовних уметности у Скопљу, где је упознала Јордана Грабулоског, једног од најпознатијих македонских вајара 20. века. Венчали су се само неколико година касније. Постали су сјајни уметнички партнери, а многи су описали да је најбољи рад било кога од њих био када је био у међусобној сарадњи. Путовали су широм света представљајући свој рад на изложбама, истовремено радећи заједно на стварању масивних јавних инсталација. Њихово политички најнаглашеније и најпознатије јавно дело је масивни споменик Македониум у Крушеву, који је подигнут у знак сећања на Илиндански устанак и војнике који су дали своје животе у борби за слободу Македоније током разних ратова и сукоба у земљи. Такође је била велика следбеница индијског филозофа и гуруа Сај Бабе, помажући му у хуманитарном раду у Индији, и превела неколико његових књига. Била је позната и као велики хуманиста, посећивала оболеле од сиде, помагала онима којима је била потребна и топла реч и храна.
Преминула је 14. септембра 2008. у Скопљу, где је и сахрањена. Она и Јордан имали су ћерку Лиру, чувену македонску кореографкињу.